# 莫默奈姆
莫默奈姆（法語：Mommenheim，法語發音：[mɔmənaim]）是法国下莱茵省的一个市镇，属于阿格诺-维桑堡区。

## 地名
由于语源问题，该地名“Mommenheim”拼读方式不符合法语正字法，其标准发音为[mɔmənaim]，根据实际发音其应译作“莫默奈姆”，《世界地名翻译大辞典》与《世界地名译名词典》将其纯按法汉译音表译作“莫姆内姆”。

## 地理
莫默奈姆（48°45'27"N, 7°38'39"E）面积8.16 平方千米，位于法国大東部大區下莱茵省，该省份为法国大陆部分最东部的省份，是阿尔萨斯的一部分，今与上莱茵省组成了阿尔萨斯欧洲集体，其南至上莱茵省，西南接孚日省和默尔特-摩泽尔省，西接摩泽尔省，北与德国接壤。
与莫默奈姆接壤的市镇（或旧市镇、城区）包括：什温德拉蔡姆、贝尔诺尔桑、奥克斯泰、克罗特维莱、曼韦尔桑、瓦勒奈姆、佐尔恩河畔瓦尔特南、温格赛姆-莱卡特尔邦、维泰尔桑。
莫默奈姆的时区为UTC+01:00、UTC+02:00（夏令时）。

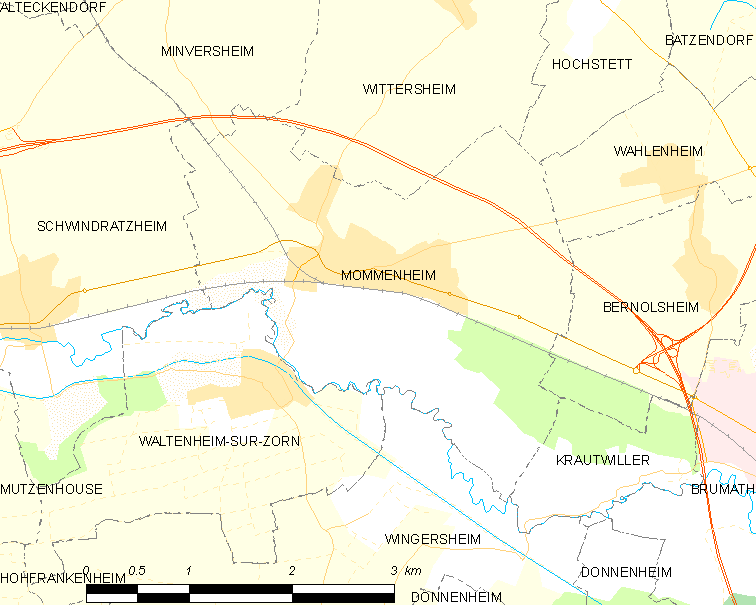
莫默奈姆的OSM定位图

## 行政
莫默奈姆的邮政编码为67670，INSEE市镇编码为67301。

## 政治
莫默奈姆所属的省级选区为布吕马特县。

## 人口

1962-2008年间莫默奈姆人口变化图示

莫默奈姆于2022年1月1日时的人口数量为2251人。